# اس‌اس پرسیر (۱۹۱۸)
اس‌اس پرسیر (۱۹۱۸) (به انگلیسی: SS Persier (1918)) یک زیردریایی بود که طول آن ۴۰۰ فوت ۲ اینچ (۱۲۱٫۹۷ متر) بود. این زیردریایی در سال ۱۹۱۸ ساخته شد.